# Agustín Moreto
Agustín Moreto y Cabaña (Madri, 9 de abril de 1618 - Toledo, 28 de outubro de 1669) foi um padre católico espanhol e dramaturgo.

## Biografia
De ascendência italiana, sua data exata de nascimento é desconhecida, mas foi batizado em Madri em 9 de abril de 1618. Frequentou a Universidade de Alcalá de Henares entre 1634 e 1637, estudando lógica e física e recebendo sua licenciatura em dezembro de 1639 Em 1643, ele foi ordenado clérigo em ordens menores, com um benefício, e também, com toda a probabilidade, começou a escrever dramas. Em meados do século já era uma figura literária reconhecida e membro da Academia Castellana. Ele publicou o primeiro volume de suas comédias (chamado Primera Parte) em 1654; El desdén, con el desdén (literalmente "Desdém com Desdém"), uma de suas comédias mais populares e famosas, apareceu pela primeira vez impressa nesta edição.
Viveu em Madri até 1654, altura em que se mudou para Toledo, tornando-se capelão do primaz Baltasar de Moscoso y Sandoval. Algum tempo depois de 1657, Agustín foi ordenado sacerdote, momento em que parece ter reduzido sua atividade dramática. A pedido do Arcebispo, ingressou na Irmandade de San Pedro em 1659 para ajudar a administrar o Hospital de San Nicolás. Morou no hospital até sua morte, dez anos depois, deixando inacabada sua última obra, uma peça sobre Santa Rosa de Lima. Ele foi enterrado na Igreja de São João Batista em Toledo. Sua peça, Santa Rosa, foi completada por Pedro Francisco de Lanini. O segundo e terceiro volumes de suas obras coletadas apareceram em 1676.
A mais celebrada de suas peças é El Desdén con el Desdén, imitada por Molière em La Princesse d'Elide, por Carlo Gozzi em La principessa filosofa e por Schreyvogel em Donna Diana. É característico que quatro episódios em El Desdén con el Desdén sejam retirados de quatro peças separadas de Lope de Vega (La vengadora de las mujeres, Los milagros del desprecio, De corsario a corsario e La Hermosa fea).
Moreto emprestou bastante de Castro, Tirso de Molina e outros, mas sua adaptação mostra grande destreza e charme. 

## Trabalho
Moreto faz parte da escola dramática de Pedro Calderón de la Barca que ele conhecia e admirava. Como os dramaturgos dessa época, ele retrabalhou as comédias anteriores, eliminando os defeitos que encontrou nelas, embora alguns contemporâneos, como Jerónimo de Cáncer y Velasco, tenham apontado isso para ele. Ele se destaca especialmente como um cinzelador de bom caráter, um grande observador e um mestre do diálogo engraçado, elegante e inteligente.  Ele é propenso a frases e conselhos moralizantes, mas o faz com uma graça e sutileza inimitáveis, talentos que foram poderosamente revelados no gênero da comédia. Todas essas qualidades já pressagiam a comédia neoclássica do século XVIII.
Suas duas comédias mais famosas, que entraram para o repertório dos clássicos, são El desdén, con el desdén e El lindo don Diego. Desdém, com Desdém é uma comédia de salão com antecedente em O Vingador das Mulheres, de Lope de Vega, e foi imitada por Molière em La princesse d'Élide e Carlo Gozzi em La Principessa filosofa, entre muitos outros como Marivaux, Tauro, Alain René Lesageetc. Nele, um amante galante decide dar uma lição à mulher indescritível cujo amor ele persegue, desdenhoso de todos os seus pretendentes, tornando-se igualmente desdenhoso e indescritível, despertando assim sua curiosidade e, finalmente, seu amor. Para fazer isso, ele recorre ao sábio conselho de seu servo, que conhece bem a natureza humana.
Em El lindo don Diego é uma das primeiras comédias de figurón, ou personagem; Nele, a efeminação cortês efeminada é satirizada com a mais fina ironia na pessoa do personagem central, que perde seu tempo se arrumando miseravelmente, sendo escravo da moda e se exibindo; no final, ele é ridicularizado e sem parceiro. A obra tem uma forte vis cômica e deriva de El Narciso em sua opinião, de Guillén de Castro. No entanto, em sua época, outras comédias suas também eram famosas, como No puede ser, uma reformulação de The Greatest Impossible de Lope de Vega, que foi reformulada e imitada na Inglaterra. De fora virá quem nos expulsará de casa, inspirado em When Did It Came From Here?, também de Lope, que por sua vez inspirou Le baron d'Abicras, de Pierre Corneille. Até o Fim Ninguém é Feliz reformula a obra de Guillén de Castro Os Irmãos Inimigos. Os Juízes de Castela centram-se na personalidade de Ramiro II de Leão (931-951) como símbolo do nascimento de Castela.
A Primeira Parte de suas comédias (1654) inclui, entre outras obras, uma tragédia de honra conjugal heterodoxa, A Força da Lei; uma comédia de privanza, O Melhor Amigo, o Rei, e a célebre comédia palatina El desdén, con el desdén, em que a introspecção psicológica se destaca na análise dos sentimentos amorosos. A segunda parte apareceu em 1679.
Ele também cultivou a comédia religiosa e hagiográfica em A Ceia do Rei Baltazar, Santo Aleixo, O Mais Ilustre Francês, São Fernando e São Franco do Sena; neste último, o protagonista, um homem dedicado à vida dissipada, aposta os olhos nas cartas e as perde; a comédia serviu de inspiração para a cena do jogo de cartas em O Estudante de Salamanca, de José de Espronceda. O tema histórico aparece em El valiente justiciero y ricohombre de Alcalá, uma reformulação de El infanzón de Illescas de Lope de Vega, na qual a figura do rei Pedro I de Castela é dignificada. Também de fundo histórico são Os Juízes de Castela, talvez uma reformulação da comédia de mesmo título de Lope, e Antíoco e Seleuco. No gênero de emaranhamento, destacam-se La confusion de un jardín e El similitud en Corte. Sobre o tema de Cervantes está El licenciado Vidriera, onde a loucura do protagonista é realmente fingida e o subtítulo da comédia, Las fortunas de Carlos, dá origem à interpretação correta da obra, muito distante da obra de Cervantes. Outras comédias são Industrias contra finezas, El poder de la amistad, Trampa adelante ou, com Calderón de la Barca, La fingida Arcadia.
Ele também aproveitou seu grande talento para a comédia escrevendo entremes de alta qualidade, onde se misturam as influências de Miguel de Cervantes e Luis Quiñones de Benavente, como El hijo del vecino ou La reliquia. Dois volumes de Loas, entremeses y bailes de Agustín Moreto foram compilados, estudados e editados por María Luisa Lobato (2003).

## Desdém, com desdém
É considerado um exemplo de comédia palatina, um gênero ou subgênero dramático que representa um mundo cortês, artificial e estilizado, onde a trama é protagonizada por personagens pertencentes à realeza e nobreza da alta sociedade com títulos. Consiste em uma perspectiva espaço-temporal, este mundo da comédia palatina é baseado em características extemporâneas que distanciam a ficção da contemporaneidade castelhana do século XVI, destacando espaços como diferentes reinos europeus (França, Itália, Hungria, Inglaterra, Alemanha...) a comédia palatina tende a exibir um tom cômico quase desprovido de notável sentido trágico em Moreto, que pode oscilar entre uma comédia humorística marcada e despreocupada, ou uma atitude séria mais atenuada. O escritor trata aqui de um problema de grande ancestralidade na comédia de ouro, a saber: a tendência a desejar o amor inacessível diante dos possíveis e fáceis. Lope (O Cão no Jardineiro, Os Milagres do Desprezo) ou Tirso (Ciúme com Ciúme Cura-se) já o usaram antes.
O teatro de Moreto é visto da perspectiva do povo, e não do ponto de vista aristocrático estilizado. É por isso que o papel do homem engraçado – neste caso o personagem de Polilla, mencionado acima – é tão importante em suas obras, e pode-se considerar que a mistura entre o trágico e o cômico se inclina no caso deste autor para o riso do espectador, do próprio público.
A trama é baseada em uma inversão do método de conquista da dama para o galã: Charles, o protagonista masculino, observa que a princesa Diana é evasiva com seus pretendentes. Percebendo a futilidade de adotar atitudes tradicionais, ele começa a mostrar total descontentamento com a senhora. Isso terá o efeito pretendido, pois Diana irá imediatamente até ele, atraída por sua indiferença, e lhe dará a mão como esposa.
Este mesmo autor destaca nesta obra que o tema da honra é esquecido e deixa de lado o trágico interclassista, temas muito levantados por Lope, para nos mostrar uma diversão elegante de uma mulher que desdenha do amor, que tem hobbies masculinos, como leitura e filosofia, e que também não quer se apaixonar ou se casar. Uma parte nova para a época é a agência concedida à personagem feminina, que decide não se curvar ao que seu pai ordena.
Vale ressaltar também que Molière - o autor mencionado acima - compôs La princesse Élide (1664) baseado em Desdém, com Desdém, que reviveu inúmeras mudanças em Versalhes em um espetáculo cortês presunçoso, com dança e música. Uma vez que são principalmente as figuras femininas vivas que despertaram o interesse de Molière em adaptar peças moretianas.

## O teatro
A produção de peças curtas é inevitável em Moreto, que foi elogiada por Felicidad Buendía como a grande caneta intermesil, juntamente com Quiñones de Benavente e Cervantes, colocando-se mesmo acima de Calderón. Os estudiosos de Moreto destacaram seu teatro curto por um uso do humor que excede as intenções meramente burlescas para retratar os vícios e defeitos da sociedade barroca tardia com uma profundidade que parece indicar uma intenção moralizante adicional. Os personagens que protagonizam peças como La Perendeca ou Los Gatillos representam o setor social e moralmente condenado ao ostracismo. Por meio desses tipos marginais, os defeitos da comunidade espanhola são vistos, amplificados: Lobato afirma que, embora uma certa vontade regeneracionista possa ser defendida, o objetivo principal é o escárnio e o riso. Outras vezes, no entanto, ele é um pintor afiado de tipos costumbristas, a quem retrata com habilidade graças ao seu conhecimento de socioletos e jargões. Além de aperitivos, ele também compõe danças burlescas intercaladas. Ocasionalmente, Moreto entrelaça romances existentes para criar as obras, criando o chamado centón. O centon era um mecanismo da moda na época, que o público recebeu muito bem.
Um trabalho de Héctor Brioso já analisou o tema do golpe nos entremeses moretianos, entendido como o escárnio levado ao seu maior potencial. Na classificação que delineia, observa-se que a sistematização das parcelas não impede, por outro lado, a amplitude na atuação de velhos, malmaridadas ou sacristãos para a criação de múltiplas variantes. Essa complexidade é indicativa da sofisticação que os entremés adquirem das mãos de Moreto. Em sua coleção existem, no total, cerca de trinta peças menores em várias coleções e manuscritos.

## Poética
O trabalho de Moreto foi mal avaliado por alguns estudiosos, que o acusam de falta de originalidade ou mesmo plágio. Essas considerações implicam um profundo desconhecimento da história literária, que se baseia incessantemente na ideia de imitatio até a chegada do Romantismo, que institui uma nova forma de pensar a originalidade baseada no misticismo da criação ex nihilo. Soma-se a isso o contexto socioeconômico da escrita de comédia: como resultado de uma demanda abundante e exigente do público, torna-se necessário mecanizar a produção de textos para garantir rapidez e sucesso. Isso só poderia ser alcançado através da combinação de ingredientes fixos de qualidade já comprovada.
Agustín Moreto tem seu campo favorito nos gêneros cômicos, e neles faz suas maiores demonstrações de talento dramatúrgico. Segundo Celsa García Valdés o gênero em que menos se destaca, por outro lado, é o teatro religioso. Ele é fiel às ideias da época de Filipe IV: aprecia o refinamento da corte, as aparências, o equilíbrio psicológico e nutre uma grande confiança na racionalidade. Esses elementos o distanciam em grande parte da escola de Lope: ele se separa da paixão dos personagens e dos elementos implausíveis, mas também perde até certo ponto os personagens humanos que gerou. Embora seus temas sejam diversos, é verdade que ele dificilmente lida com o mundo decadente em que vive em sua obra. No entanto, ao contrário das atitudes negativas de contemporâneos como Gracián ou Calderón, Moreto mantém um olhar esperançoso.
Essa predisposição ideológica leva o dramaturgo, portanto, a punir os personagens apaixonados de seu teatro, exaltando os discretos e aqueles que são capazes de superar suas tendências e impulsos irracionais. No caso de seu curta teatro, o que ele faz é gerar exemplos negativos por meio de personagens que levam a racionalidade ao limite.
Por outro lado, a pena de Moreto é afetada pelo preceito aristotélico. Assim, os componentes fantásticos são quase inexistentes, e há um grande respeito pela verossimilhança. Os personagens, por outro lado, mantêm uma notável continuidade psicológica ao longo das obras: é incomum que haja grandes reviravoltas. Segundo Lobato, o dinamismo da obra de Moret reside no desejo de alcançar o equilíbrio interior que seus protagonistas abrigam. Seu estilo está muito mais associado à racionalidade gracianesca do que a Góngora: ele até satiriza a linguagem de Cultera, como pode ser lido abaixo em El lindo don Diego. Para o escritor, a sutileza e a sagacidade são uma prioridade, e ele evita o hermetismo lexical e a complicação excessiva da sintaxe. Tudo isso está de acordo com a racionalidade do meio correto, da prudência e do bom senso: a sindérese, nas palavras de Gracián.

## Edições e estudos
Os hispanistas Ruth Lee Kennedy (1932), Ermanno Caldera (1960), Frank P. Casa (1966), James Agustín Castañeda (1974) e Ann L. Mackenzie (1994) estudaram a vida e a obra de Agustín Moreto. Há um projeto para publicar suas obras completas em doze volumes pela Universidade de Burgos e pelo grupo PROTEO, uma equipe internacional de especialistas coordenada por María Luisa Lobato.

## Obras
- El acaso y el error
- Amor y obligación
- Antes morir que pecar o San Casimiro
- Antíoco y Seleuco o A buen padre mejor hijo
- Cómo se vengan los nobles
- De fuera vendrá o De fuera vendrá quien de casa nos echará
- El caballero
- El Cristo de los milagros o El Santo Cristo de Cabrilla
- El defensor de su agravio
- El desdén, con el desdén
- El Eneas de Dios, El caballero del sacramento o El blasón de los Moncadas
- El ermitaño galán y mesonera del cielo
- El esclavo de su hijo o El azote de su patria y renegado Abdenaga
- El Job de las mujeres
- El licenciado Vidriera
- El lindo don Diego
- El más ilustre francés, San Bernardo
- El mejor amigo, el rey
- El parecido
- El parecido en la corte
- El poder de la amistad
- El valiente justiciero o El ricohombre de Alcalá
- Empezar a ser amigos o Hacer del contrario amigo
- Fingir y amar
- Hasta el fin nadie es dichoso
- Industrias contra finezas
- La cena del rey Baltasar
- La confusión de un jardín
- La fortuna merecida o Merecer para alcanzar
- La fuerza de la ley
- La misma conciencia acusa
- La negra por el honor
- La vida de San Alejo
- Las travesuras de Pantoja
- Lo que puede la aprehensión o La fuerza del oído
- Los más dichosos hermanos o Los siete durmientes
- Los hermanos encontrados o Satisfacer callando
- Los jueces de Castilla
- No puede ser o No puede ser el guardar una mujer
- Primero es la honra
- San Franco de Sena o El ciego de mejor vista y lego del Carmen
- Trampa adelante
- Yo por vos y vos por otro